# Ovsiankina-Effekt
Der Ovsiankina-Effekt ist ein nach seiner Erforscherin, der Psychologin Maria Ovsiankina (1898–1993), benannter Effekt bei Unterbrechen und Wiederaufnahme einer Handlung. Wie 1928 publizierte Untersuchungsergebnisse zeigten, ergibt sich eine deutliche Tendenz, eine unterbrochene Handlung wieder aufzunehmen, wenn das Handlungsziel vorher noch nicht erreicht wurde. Erklären lässt sich diese Tendenz mit Hilfe von Kurt Lewins Feldtheorie und der Deutung der unterbrochenen Handlung als Zustand eines gespannten Systems, der auch zu einem besseren Erinnern der unterbrochenen gegenüber den erledigten Handlungen führen kann (Zeigarnik-Effekt). 
Der Ovsiankina-Effekt besagt, dass eine unterbrochene Aufgabe auch ohne Anreizwert ein „Quasi-Bedürfnis“ (nach Lewin ein Spannungszustand, der entsteht, wenn sich eine Person Ziele setzt) auslöst, die Aufgabe wieder aufzunehmen. Wie weitere Untersuchungen der Lewin-Schülerinnen Käte Lissner und Wera Mahler zeigten, kommt diese Wiederaufnahmetendenz dann nicht zum Tragen, wenn es durch eine geeignete Ersatzhandlung zu einer Entspannung des Systems kommt.